# 리촌
리촌(타갈로그어: litson) 또는 레촌(타갈로그어: letson)은 필리핀의 돼지고기 통구이 요리이다. 애저를 쓰기도 하고, 다 큰 돼지를 쓰기도 한다. 세부 지역의 리촌이 유명하다. 필리핀의 국민 음식 가운데 하나이며, 많은 지역에서 잔치나 기념일 등 특별한 행사가 있을 때 리촌을 만든다.

## 이름
타갈로그어 명사 "리촌(litson)"과 "레촌(letson)"의 어원은 "애저"를 뜻하는 스페인어 명사 "레촌(lechón)"이다.
필리핀에서는 돼지가 아닌 다른 동물을 통으로 회전구이한 음식도 "리촌/레촌"이라 불리기 때문에, 돼지고기인 것을 명시하여 리촌/레촌 바보이(타갈로그어: litson/letson baboy)라 부르기도 한다. 타갈로그어 "바보이(baboy)"는 "돼지"라는 뜻이다.

## 만들기
애저 등 통돼지의 내장을 제거하고, 속에 파, 마늘, 고추, 레몬그래스 등 향신채와 월계수 잎, 후추 등을 넣어 봉한 뒤, 굵은 대나무 꼬챙이에 끼워서 숯불 위에 걸고 오랜 시간 회전구이 방식으로 굽는다. 완전히 익히기 위해서 요리를 하는 데 여러 시간이 걸린다. 굽는 과정에서 돼지 껍데기가 바삭바삭해지는 경우도 있다.

## 사진

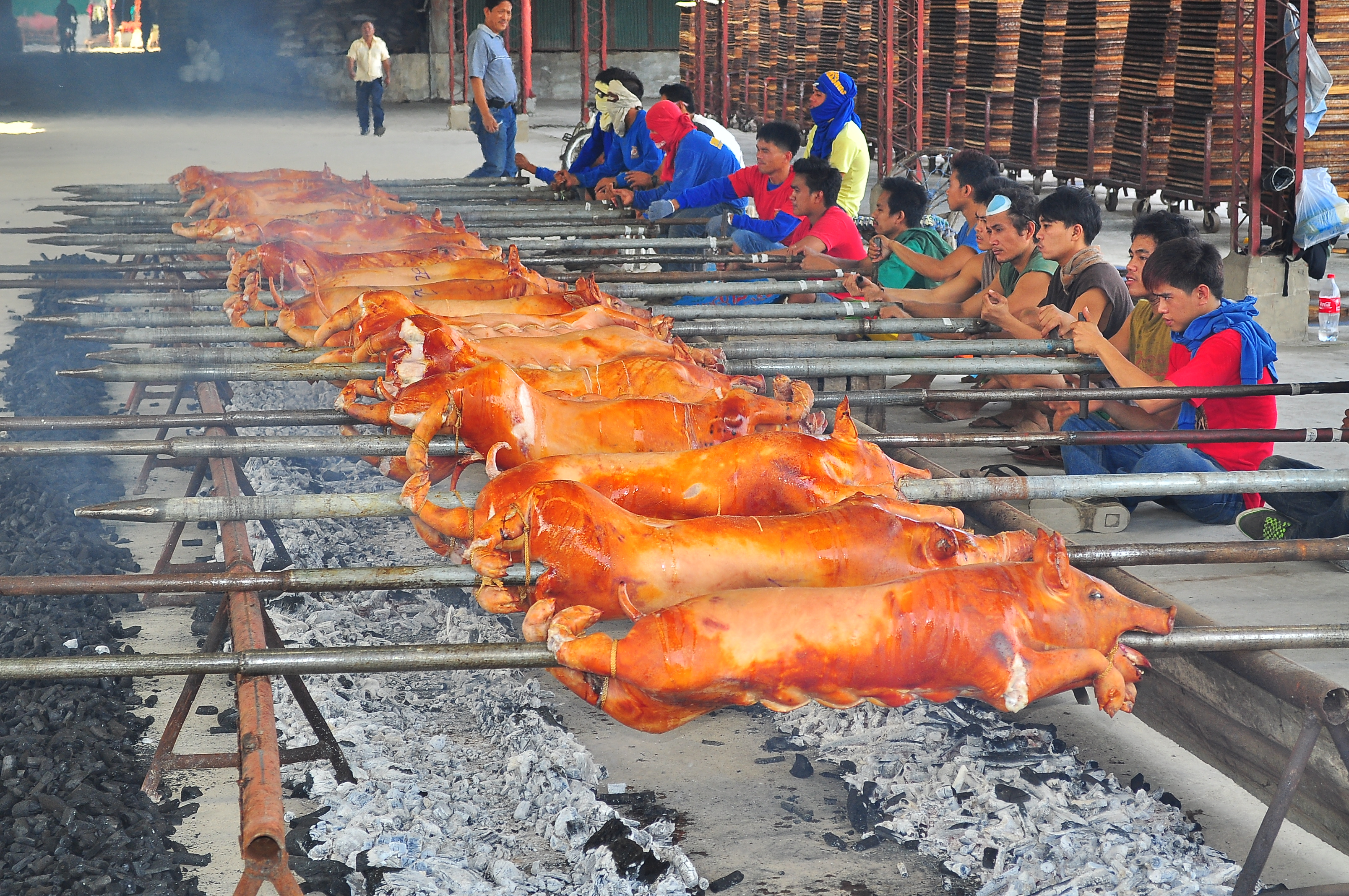
리촌을 굽는 모습
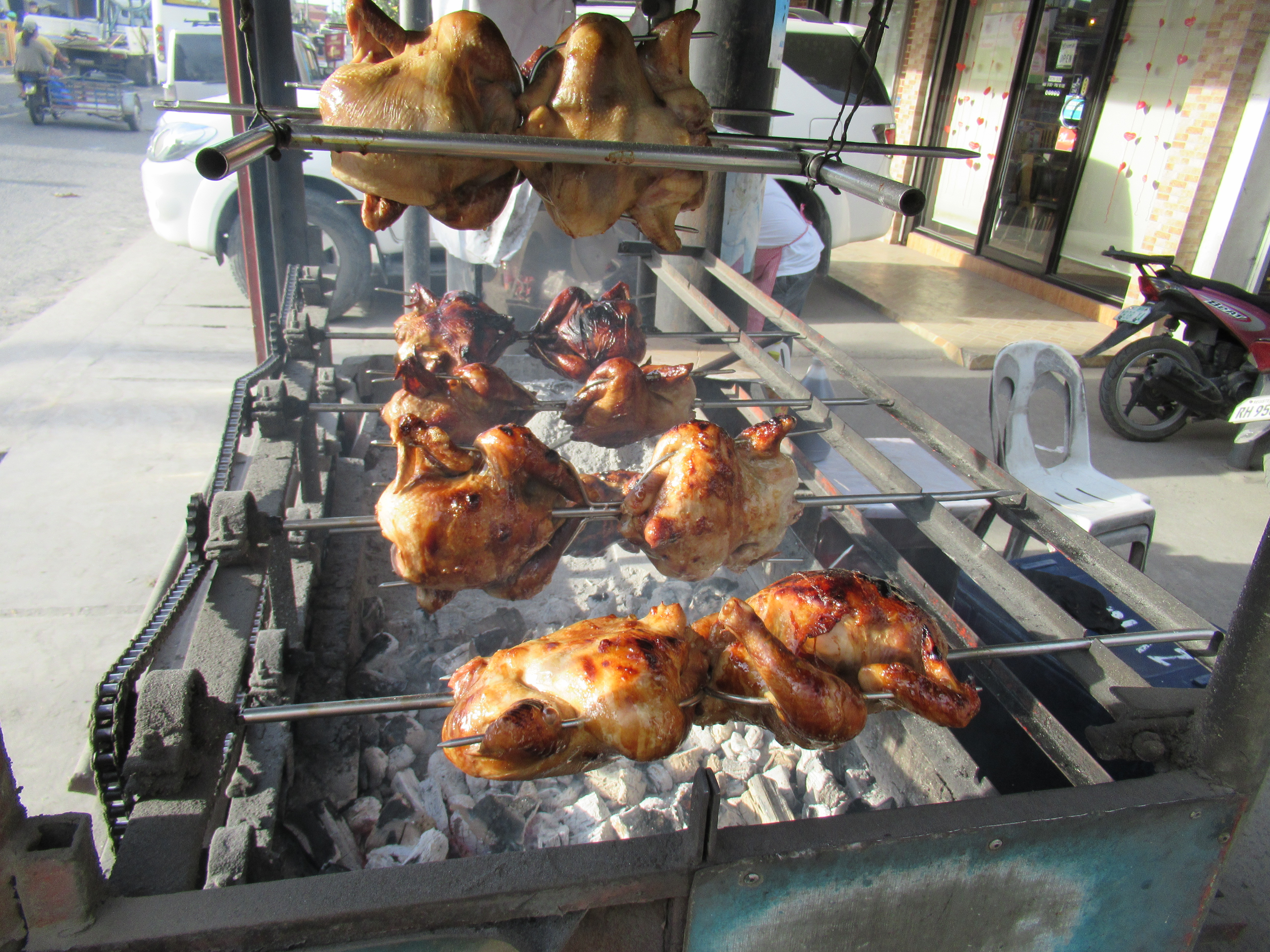
리촌 마녹
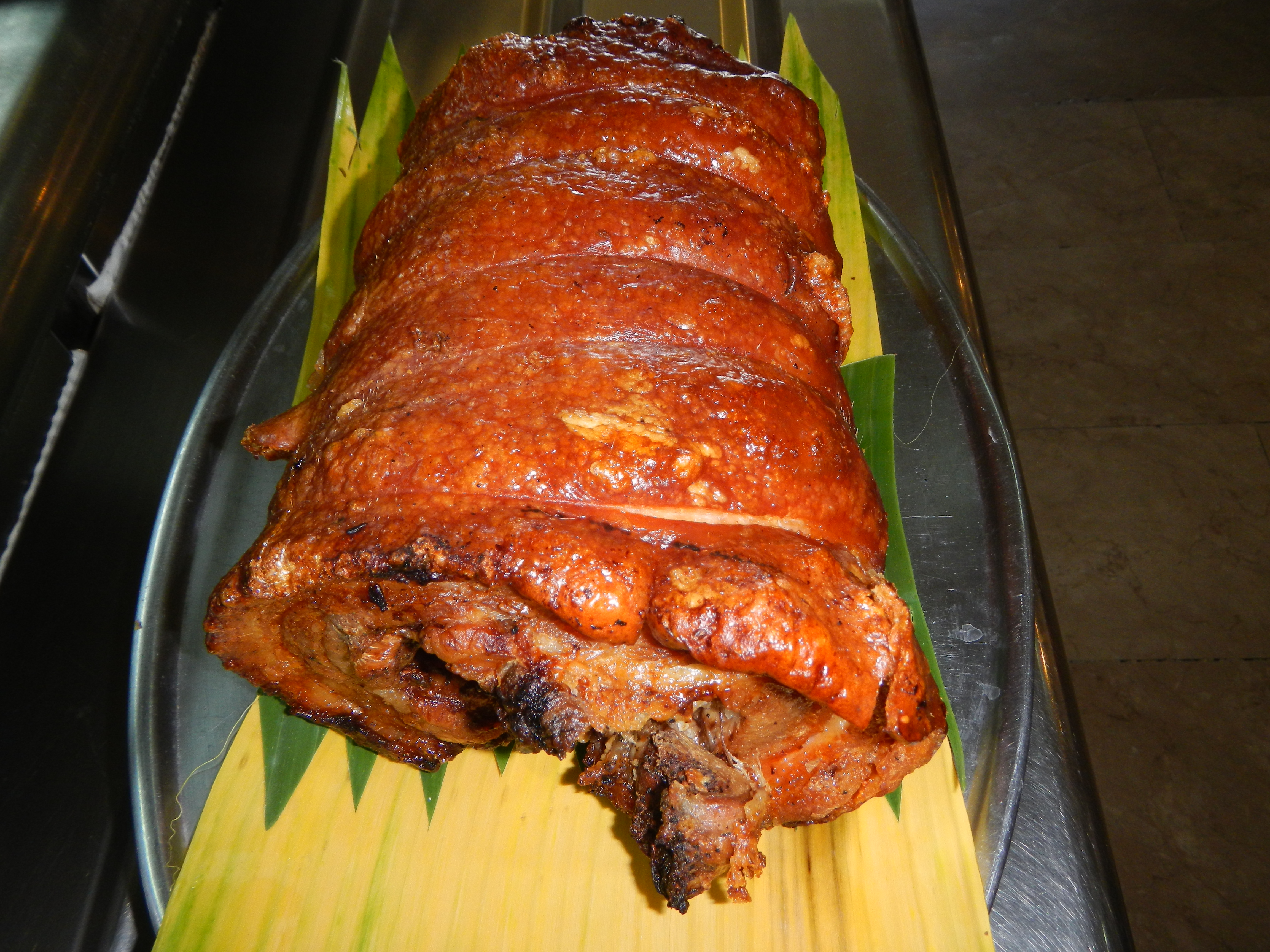
리촌 카왈리

## 같이 보기
- 레초나
- 코치니요 아사도
- 소를 넣은 음식 목록